# Liban na Zimowych Igrzyskach Olimpijskich 1952
Liban na Zimowych Igrzyskach Olimpijskich 1952 w Oslo reprezentował jeden zawodnik, który wystartował w narciarstwie alpejskim.
Był to drugi start Libanu na zimowych igrzyskach olimpijskich po starcie w 1948 roku.

## Kadra

### Narciarstwo alpejskie

#### Mężczyźni
Zjazd
| Zawodnik       | Czas   | Miejsce |
| -------------- | ------ | ------- |
| Ibrahim Geagea | 3:20,2 | 57.     |

Slalom specjalny
| Zawodnik       | Czas 1-go przejazdu    | Czas 2-go przejazdu | Łączny czas              | Pozycja                  |
| -------------- | ---------------------- | ------------------- | ------------------------ | ------------------------ |
| Ibrahim Geagea | Nie ukończył przejazdu | -                   | Nie ukończył konkurencji | Nie ukończył konkurencji |

Slalom gigant
| Zawodnik       | Czas   | Miejsce |
| -------------- | ------ | ------- |
| Ibrahim Geagea | 3:52,8 | 82.     |